# Dana-Rex Mays 200 1989
Dana-Rex Mays 200 1989 var ett race som var den fjärde deltävlingen i PPG IndyCar World Series 1989. Racet kördes den 4 juni på The Milwaukee Mile. Rick Mears tog sin andra seger för säsongen, vilket tog honom inom fyra poäng från mästerskapsledande Al Unser Jr. Totalledande Unser hade en mindre lyckad dag med en åttondeplats. Michael Andretti blev tvåa, med Teo Fabi som trea.

## Slutresultat
| Plats | Förare             | Team                     | Grid | Kvaltid |
| ----- | ------------------ | ------------------------ | ---- | ------- |
| 1     | Rick Mears         | Penske Racing            | 1    | 22,385  |
| 2     | Michael Andretti   | Newman/Haas Racing       | 3    | 23,202  |
| 3     | Teo Fabi           | Porsche Motorsports      | 9    | 23,589  |
| 4     | Raul Boesel        | Doug Shierson Racing     | 5    | 23,380  |
| 5     | Scott Pruett       | Truesports Co.           | 14   | 24,041  |
| 6     | Arie Luyendyk      | Dick Simon Racing        | 11   | 23,745  |
| 7     | Mario Andretti     | Newman/Haas Racing       | 6    | 23,411  |
| 8     | Al Unser Jr.       | Galles Racing            | 16   | 24,250  |
| 9     | Pancho Carter      | Leader Cards Racing      | 7    | 23,509  |
| 10    | Danny Sullivan     | Penske Racing            | 8    | 23,567  |
| 11    | John Jones         | Protofab Racing          | 19   | 24,867  |
| 12    | Bernard Jourdain   | Andale Racing            | 21   | 24,908  |
| 13    | Bobby Rahal        | Kraco Racing             | 4    | 23,263  |
| 14    | Guido Daccò        | Dale Coyne Racing        | 22   | 26,130  |
| 15    | Randy Lewis        | Teamkar International    | 20   | 24,871  |
| 16    | Emerson Fittipaldi | Patrick Racing           | 2    | 22,869  |
| 17    | Didier Theys       | Arciero Racing           | 18   | 24,693  |
| 18    | Scott Brayton      | Dick Simon Racing        | 12   | 23,839  |
| 19    | Kevin Cogan        | Machinists Union Racing  | 15   | 24,041  |
| 20    | A.J. Foyt          | A.J. Foyt Enterprises    | 10   | 23,744  |
| 21    | Derek Daly         | Raynor Motorsports Group | 13   | 24,000  |
| 22    | Tom Sneva          | Vince Granatelli Racing  | 17   | 24,572  |